# Igreja de Cristo, Cientista
A Igreja de Cristo, Cientista foi fundada em 1879 em Boston, Massachusetts, por Mary Baker Eddy, autora de Science and health with key to the scriptures e fundadora da ciência cristã. A igreja foi fundada "para louvar a palavra e as obras de Jesus Cristo" e "restabelecer o primitivismo cristão e seu elemento perdido de cura". Os cultos dominicais são realizados durante todo o ano e as reuniões semanais de testemunho são realizadas nas noites de quarta-feira, onde, após breves leituras da Bíblia e do livro da ciência cristã, os presentes são convidados a dar testemunhos de curas obtidas por meio da oração da ciência cristã. A igreja faz um rodízio dos chamados "leitores", que conduzem essas leituras bíblicas. Nas primeiras décadas do século XX, igrejas da ciência cristã surgiram em comunidades de todo o mundo, embora nas últimas décadas desse século tenha havido um declínio acentuado no número de membros, exceto na África, onde houve crescimento. Com sede em Boston, a igreja não informa oficialmente o número de membros, e as estimativas quanto ao número de membros em todo o mundo variam entre menos de 100.000 e cerca de 400.000.

## Histórico

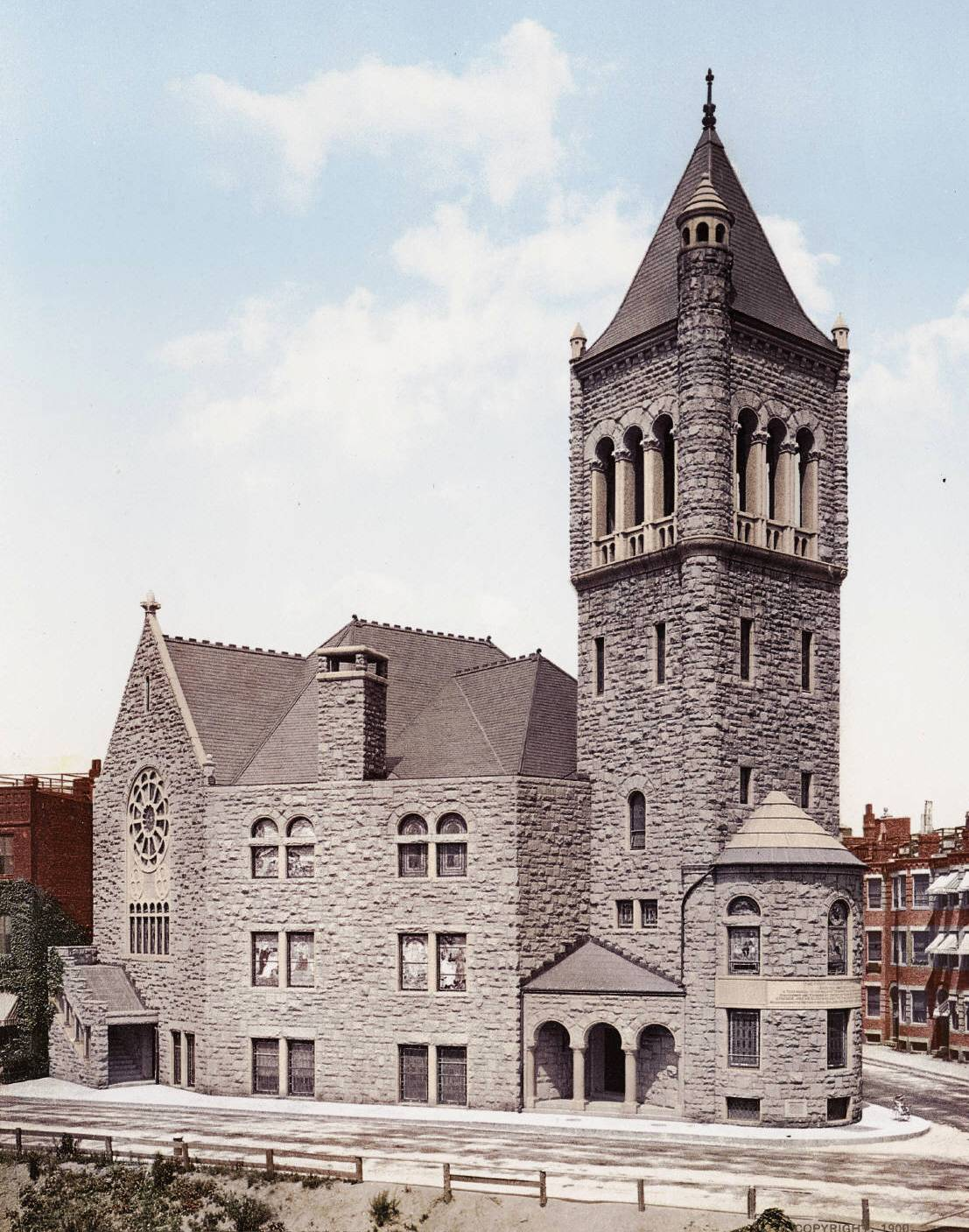
A igreja em Huntington Ave., Boston, 1900

A igreja foi fundada por Mary Baker Eddy em 1879, após uma alegada cura pessoal em 1866, que ela disse ter sido resultado da leitura da Bíblia. A Bíblia e o livro de Mary Baker Eddy sobre cura cristã, Science and health with key to the scriptures, são juntos as principais fontes doutrinárias da igreja e foram ordenados como o "pastor impessoal duplo" da igreja. A primeira igreja de Cristo, cientista, é amplamente conhecida por suas publicações, especialmente o The Christian Science Monitor, um jornal semanal publicado internacionalmente em versão impressa e on-line. O selo da ciência cristã é uma cruz coroada com as palavras "Heal the sick, raise the dead, cleanse the lepers, cast out demons" (cure os doentes, ressuscite os mortos, purifique os leprosos, expulse os demônios), e é uma marca registrada da igreja.

## Crenças e práticas
Os cientistas cristãos acreditam que a oração é eficaz para curar doenças.  A igreja reuniu mais de 50.000 depoimentos de casos que ela considera curados somente com o tratamento da ciência cristã. Embora a maioria desses depoimentos represente doenças não diagnosticadas nem tratadas por profissionais da saúde, a igreja exige que três outras pessoas atestem qualquer depoimento publicado em qualquer um de seus órgãos oficiais, incluindo o Christian Science Journal, o Christian Science Sentinel e o Herald of Christian Science; os avaliadores afirmam que testemunharam a cura ou que conhecem o declarante bem o suficiente para atestar sua veracidade. Os cientistas cristãos podem fazer um curso intensivo de duas semanas de aulas primárias com um professor autorizado da ciência cristã. Aqueles que desejam se tornar praticantes credenciados, dedicando-se em tempo integral à prática da cura, devem primeiro ter um treinamento no curso de aulas primárias. Quando tiverem o que a igreja considera um registro de cura, eles podem enviar seus nomes para publicação no catálogo de praticantes e professores do Christian Science Journal. Um praticante que tenha se registrado por pelo menos três anos pode se candidatar à classe "normal", ministrada uma vez a cada três anos.Aqueles que recebem um certificado estão autorizados a ensinar. As aulas primárias e normais são baseadas na Bíblia e nos escritos de Mary Baker Eddy. A classe primária concentra-se no capítulo "recapitulação" em Science and health with key to the scriptures. Esse capítulo usa o método socrático de ensino e contém a "scientific statement of being" ("declaração científica do ser").  A classe "normal" concentra-se na base da ciência cristã, que se encontra nas páginas 330-340 de Science and health.

## Organização

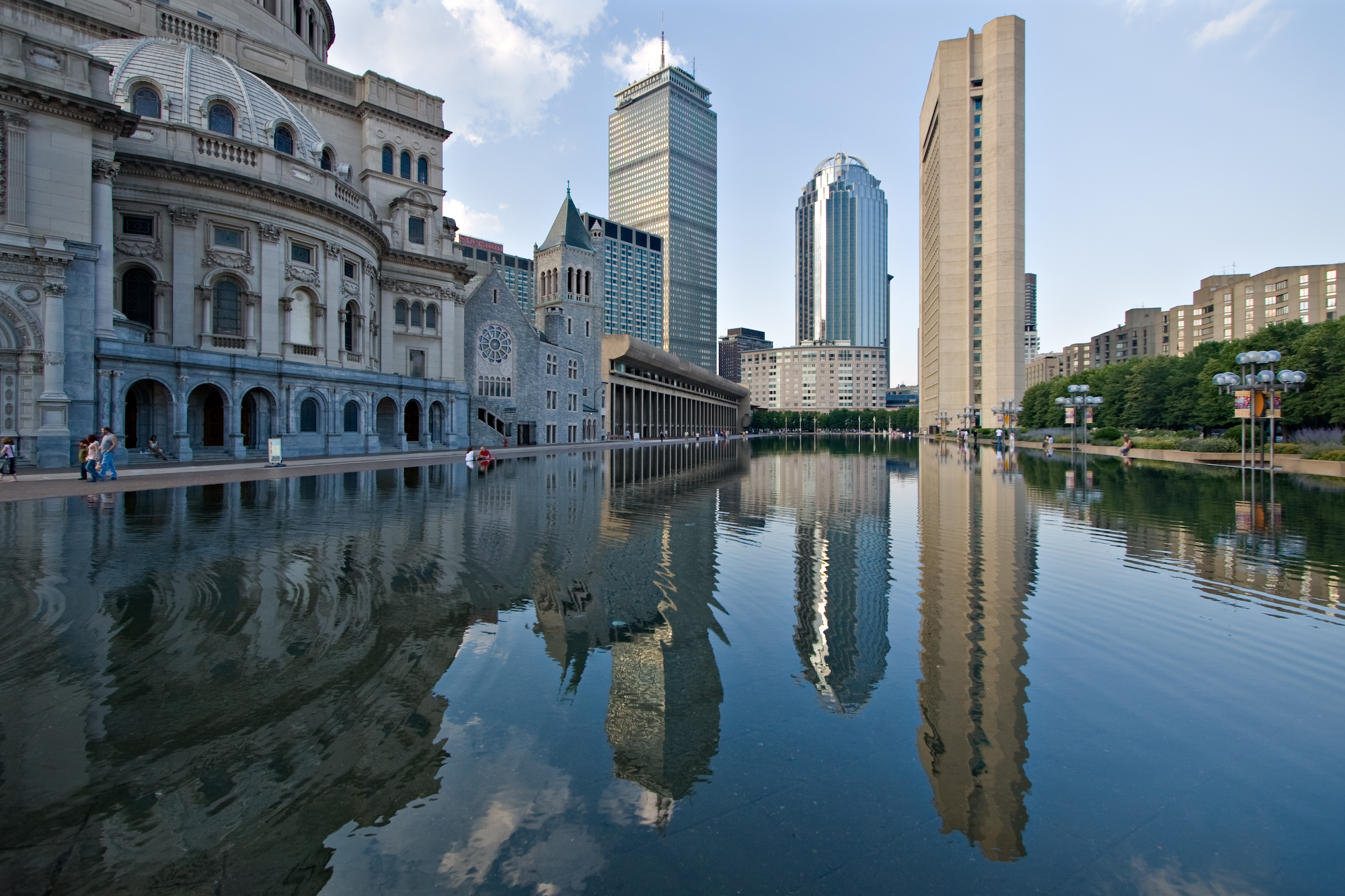
O espelho d'água da sede da Igreja de Cristo, Cientista. A Prudential Tower e a 111 Huntington Avenue estão ao fundo.

A primeira igreja de Cristo, cientista é o nome oficial da "Igreja mãe" e sede administrativa da igreja da ciência cristã. A biblioteca Mary Baker Eddy Library for the Betterment of Humanity, está instalada em uma estrutura de 11 andares originalmente construído para The Christian Science Publishing Society. O jornal internacional, The Christian Science Monitor, fundado por Mary Baker Eddy em 1908 e vencedor de sete prêmios Pulitzer, é publicado pela igreja por meio da Christian Science Publishing Society.

### Diretoria
A diretoria da ciência cristã é um órgão executivo de cinco pessoas criada por Mary Baker Eddy para conduzir os negócios da igreja da ciência cristã sob os termos definidos nos estatutos do manual da igreja. Suas funções e restrições são definidas pelo manual.

## Controvérsias

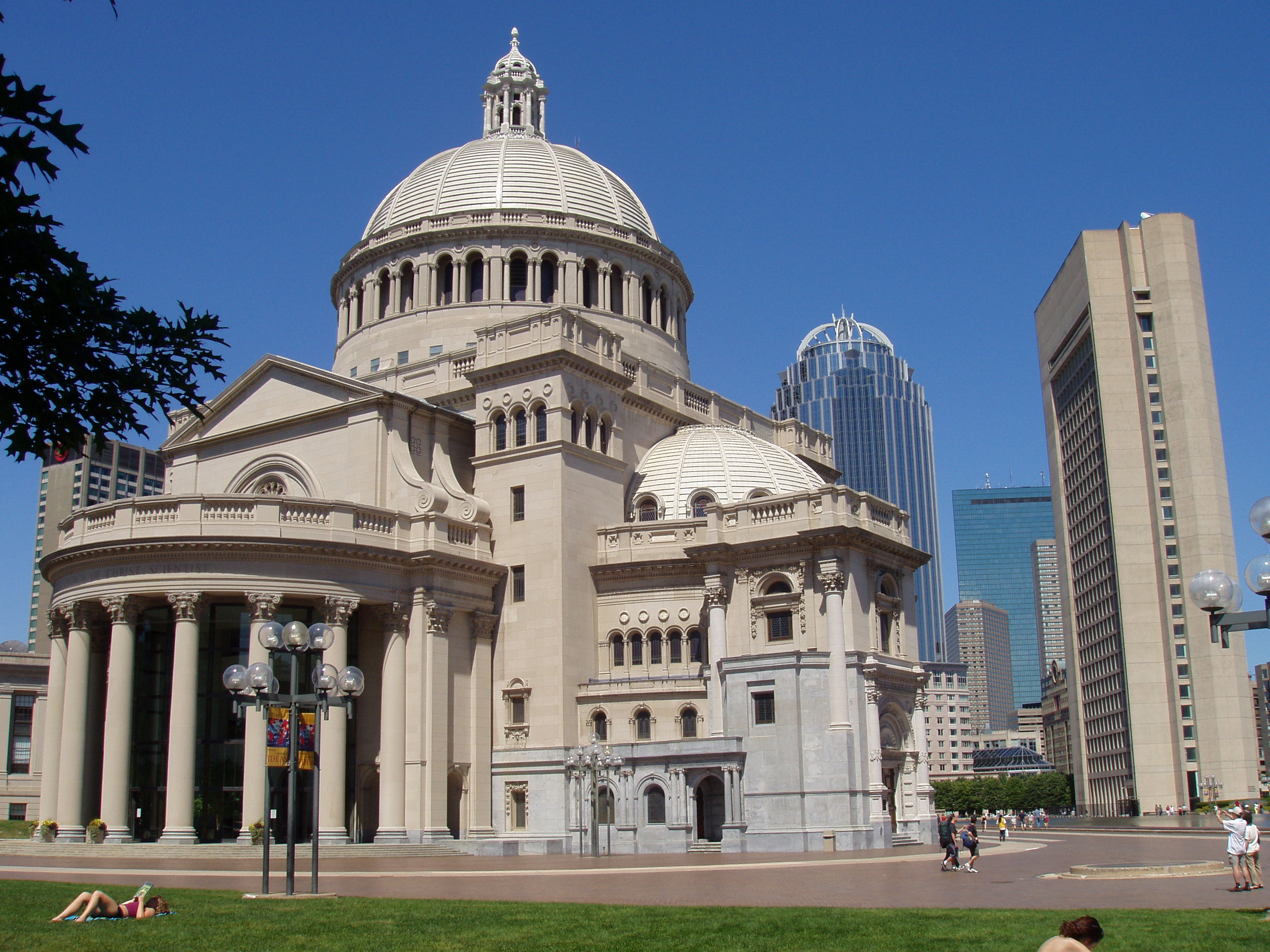
A primeira igreja de Cristo, Cientista é a igreja mãe e a sede administrativa da igreja da ciência cristã.

### Transmissão
A partir de meados da década de 1980, os executivos da igreja empreenderam uma controversa e ambiciosa incursão na mídia. O primeiro esforço significativo foi criar um programa de televisão semanal sindicado de meia hora, The Christian Science Monitor Reports. Em sua primeira temporada, o "Monitor Reports" foi apresentado pelo veterano do jornal Rob Nelson. Na segunda temporada, ele foi substituído pelo ex-correspondente do Christian Science Monitor de Moscou, David Willis. Em outubro de 1991, após uma série de conflitos sobre os limites entre os ensinamentos da ciência cristã e sua independência jornalística, John Hart pediu demissão. As centenas de milhões perdidos na transmissão levaram a igreja à beira da falência. No entanto, com a publicação em 1991 do livro The Destiny of The Mother Church (O Destino da Igreja Mãe), do falecido Bliss Knapp, a igreja garantiu um legado de US$ 90 milhões do fundo Knapp. O fundo determinou que o livro fosse publicado como uma bibliografia autorizada, sem nenhuma modificação ou comentário. Historicamente, a igreja havia censurado Knapp por ter se desviado em vários pontos dos ensinamentos de Mary Baker Eddy e havia se recusado a publicar a obra. O arquivista da igreja, demitido antes da publicação do livro, escreveu às igrejas filiais para informá-las sobre a história do livro. Muitos cientistas cristãos achavam que o livro violava os estatutos da igreja, e os editores dos periódicos religiosos da igreja e vários outros funcionários da igreja se demitiram em protesto. Posteriormente, outros beneficiários entraram com uma ação judicial para contestar a alegação da igreja de que ela havia cumprido integralmente os termos do testamento, e a igreja acabou recebendo apenas metade da quantia original. As consequências do desastre da transmissão também provocaram uma pequena revolta entre alguns membros relevantes da igreja. No final de 1993, um grupo de cientistas cristãos entrou com uma ação contra a diretoria, alegando um desrespeito intencional pelo manual da igreja mãe em suas transações financeiras. A ação foi rejeitada pela Suprema Corte Judicial de Massachusetts em 1997, mas um descontentamento persistente com as questões financeiras da igreja persiste até hoje. Reconhecendo seu erro anterior, de aceitar um incentivo editorial multimilionário para compensar as perdas de transmissão, a diretoria da ciência cristã, com a concordância dos curadores da The Christian Science Publishing Society, retirou o livro Destiny of the mother church da publicação em setembro de 2023.

### Redução do quadro de associados e contratempos financeiros
Apesar de sua ascensão meteórica no início, o número de membros da igreja diminuiu nas últimas oito décadas, de acordo com o ex-tesoureiro da igreja, J. Edward Odegaard. Embora a igreja seja proibida pelo seu manual de publicar os números de membros, o número de igrejas filiais nos Estados Unidos tem caído constantemente desde a Segunda Guerra Mundial. Em 2009, pela primeira vez na história da igreja, mais novos membros vieram da África do que dos Estados Unidos. Em 2005, o The Boston Globe informou que a igreja estava considerando concentrar as operações em Boston em um número menor de edifícios e alugar espaços em prédios de sua propriedade. O representante da igreja, Philip G. Davis, observou que os prédios da administração e dos prédios Colonnade não eram totalmente utilizados há muitos anos e que a desocupação aumentou após as reduções de funcionários em 2004. A igreja registrou um prejuízo financeiro de US$ 8 milhões no ano fiscal de 2003 e, em 2004, cortou 125 vagas, um quarto da equipe, no Christian Science Monitor. Por outro lado, Davis observou que "a situação financeira no momento é excelente" e afirmou que a igreja não estava enfrentando problemas financeiros.